# Brunei-Dollar
Der Brunei-Dollar (malaiisch Ringgit) ist die Währung von Brunei.
Es besteht eine feste Kopplung des Wechselkurses im Verhältnis von 1:1 zum Singapur-Dollar. Die Geldscheine und Münzen beider Staaten sind auch im jeweils anderen Staat gültiges Zahlungsmittel. Bruneis Zentralbank ist seit 2011 die Brunei Darussalam Central Bank; zuvor hatte das Finanzministerium die Geldpolitik übernommen.

## Münzen und Banknoten

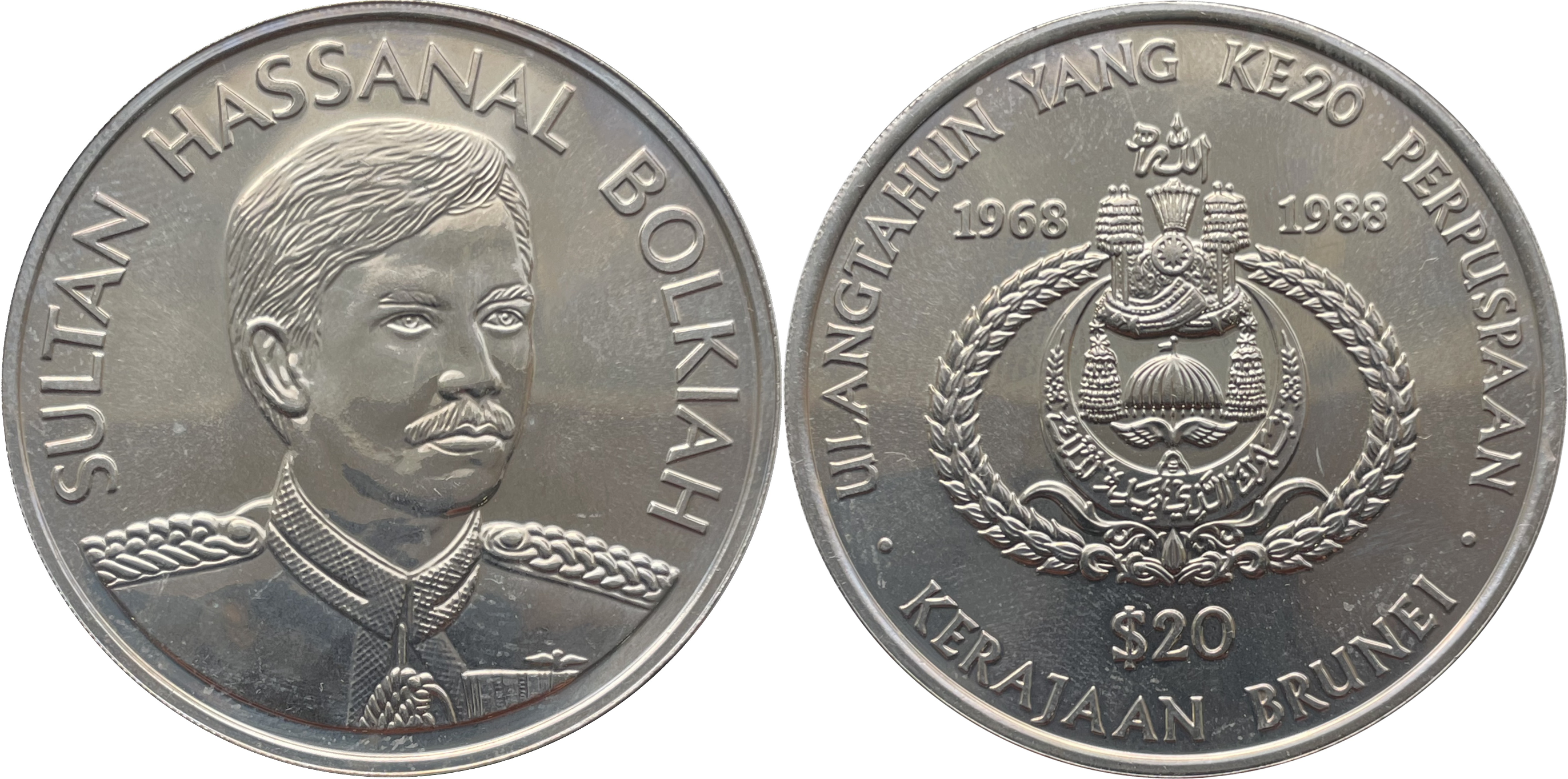
20-Sen-Münze aus dem 20-jährigen Jubiläumsjahr des Sultans 1988

Münzen gibt es in den Stückelungen zu 1, 5, 10, 20 und 50 Sen (Stand September 2022) in Ausführungen aus den Jahren 1967, 1970, 1993 und 2017.
| 1967  | 1 | 5 | 10 |    | 50 | 100 |     |       |        |
| 1972  | 1 | 5 | 10 |    | 50 | 100 |     | 1000  |        |
| 1989  | 1 | 5 | 10 |    | 50 | 100 |     | 1.000 | 10.000 |
| 1996  | 1 | 5 | 10 |    |    |     |     |       |        |
| 1996  |   |   |    |    | 50 | 100 |     |       |        |
| 2000  |   |   |    |    |    |     | 500 |       |        |
| 2006  |   |   |    |    |    |     | 500 | 1.000 | 10.000 |
| 20071 |   |   |    | 20 |    |     |     |       |        |
| 2011  | 1 | 5 | 10 |    |    |     |     |       |        |
| 2017  |   |   |    |    | 50 |     |     |       |        |

1 Ausgabe erstmals als Polymer-Noten; seitdem keine Papiernoten mehr.
Die 10.000-B$-Banknote ist – gemeinsam mit der 10.000-S$-Banknote von Singapur – die Banknote mit dem, umgerechnet in andere Währungen, höchsten Wert weltweit. Sie wird seit November 2020 nicht mehr ausgegeben.

### Sonderbanknoten
1992 wurde eine Sonderbanknote im Wert von 25 B$ in Erinnerung an die 25-jährige Amtszeit des Sultans ausgegeben. Eine 20-B$-Banknote wurde 2007 zum 40-jährigen Bestehen der Bindung an den Singapur-Dollar herausgegeben.